# Entrez

Logo Entrez

Entrez – system służący do uzyskiwania danych, rozwijany przez National Center for Biotechnology Information (NCBI). Zapewnia zintegrowany dostęp do różnych dziedzin danych, takich jak literatura, sekwencje nukleotydów i białek, kompletne genomy, czy struktury trójwymiarowe. Zaawansowana opcja wyszukiwania podaje nie tylko dokładny wynik wyszukiwania, lecz również związane rekordy z tej samej domeny, które nie mogły być uzyskane w inny sposób, oraz powiązanych rekordów z innych domen. Entrez obsługuje wiele baz danych, m.in.: PubMed, PubMed Central, OMIM, OMIA, PubChem Compound, PubChem Substance. Entrez jest jednym z najpowszechniej używanych systemów uzyskiwania danych z biologicznych internetowych baz danych.